# Tadarida brasiliensis
Tadarida brasiliensis là một loài động vật có vú trong họ Dơi thò đuôi, bộ Dơi. Loài này được I. Geoffroy mô tả năm 1824.

## Hình ảnh

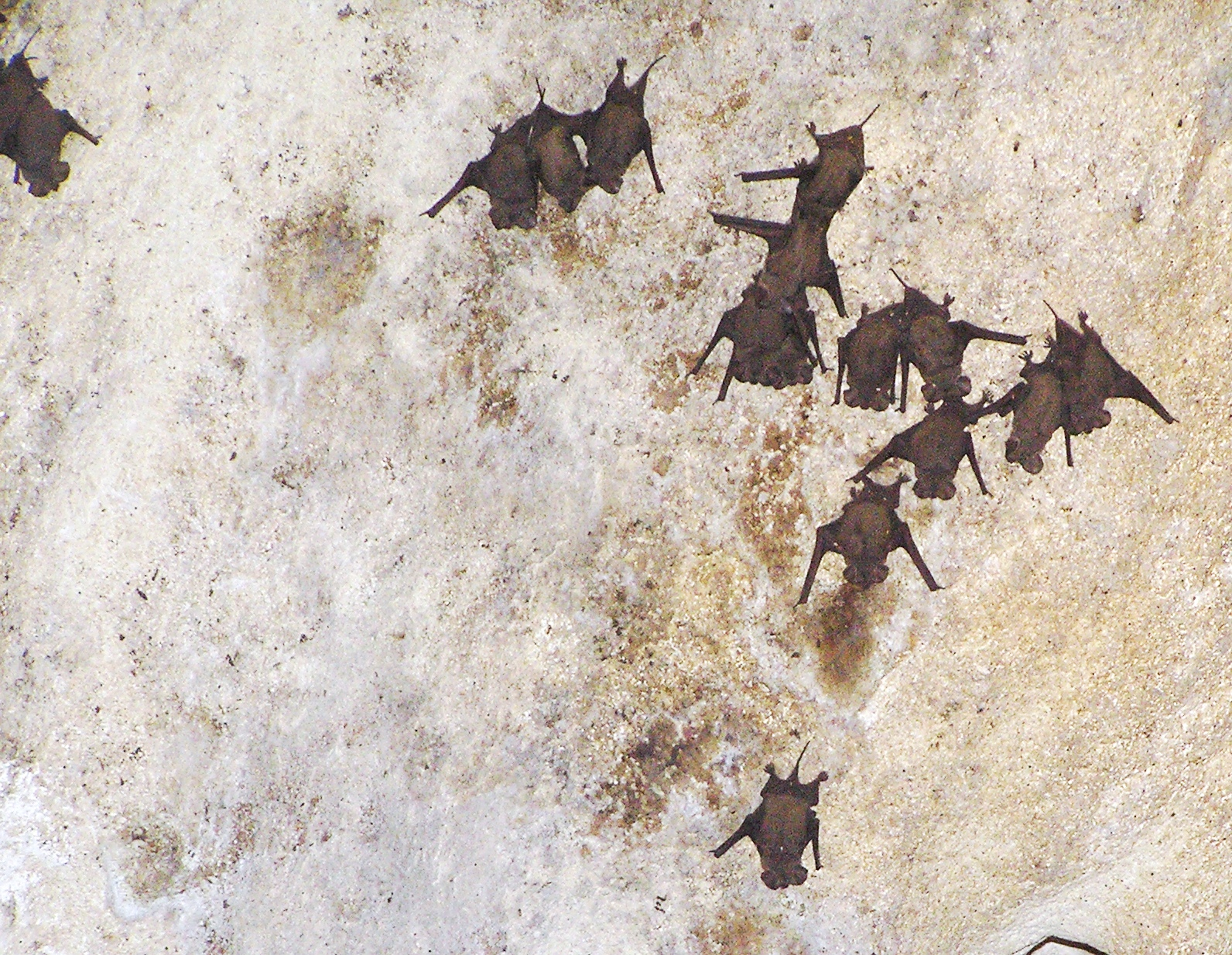
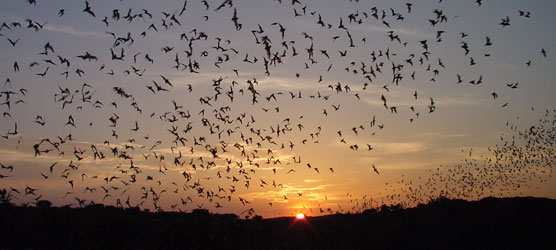
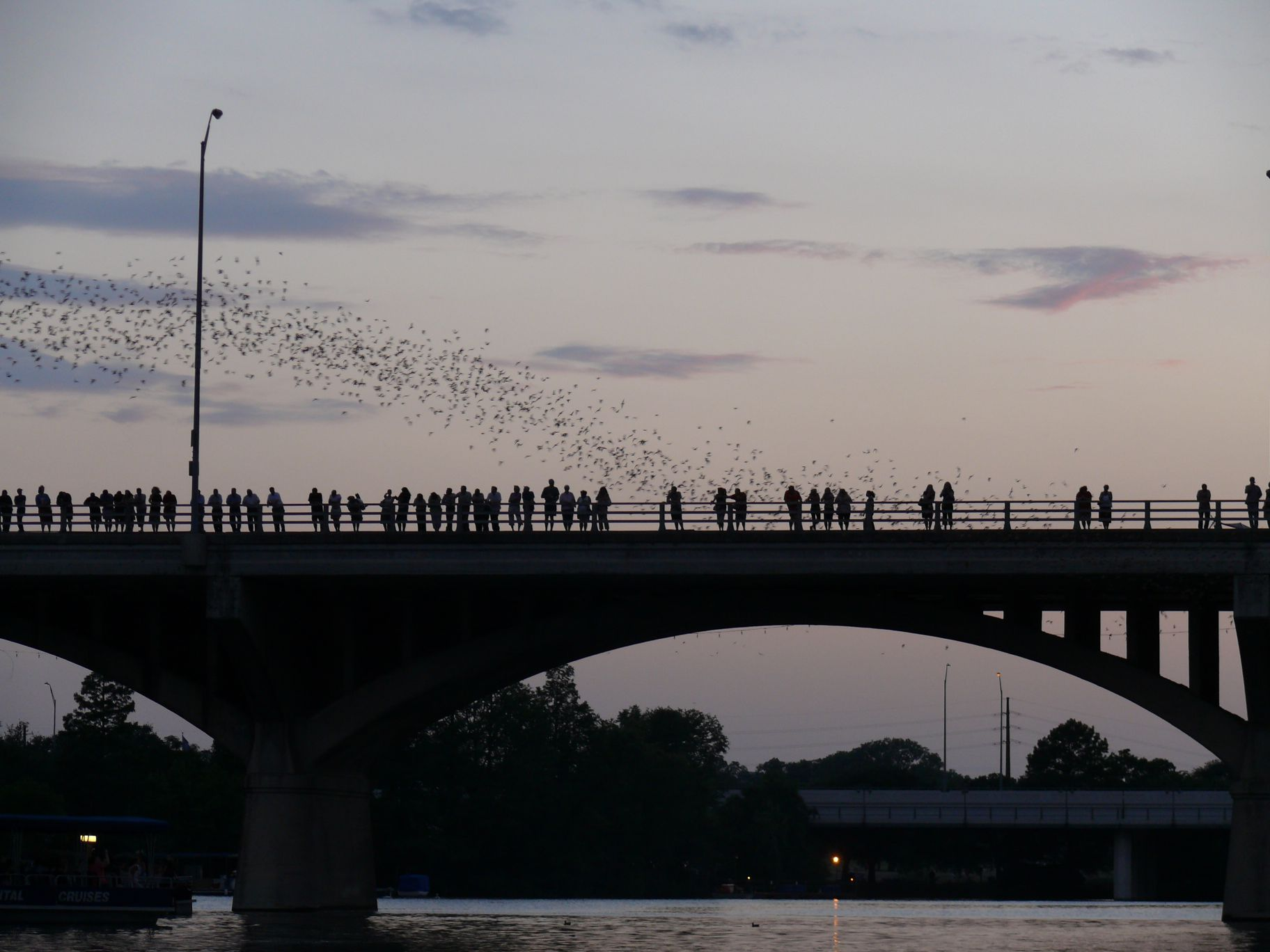
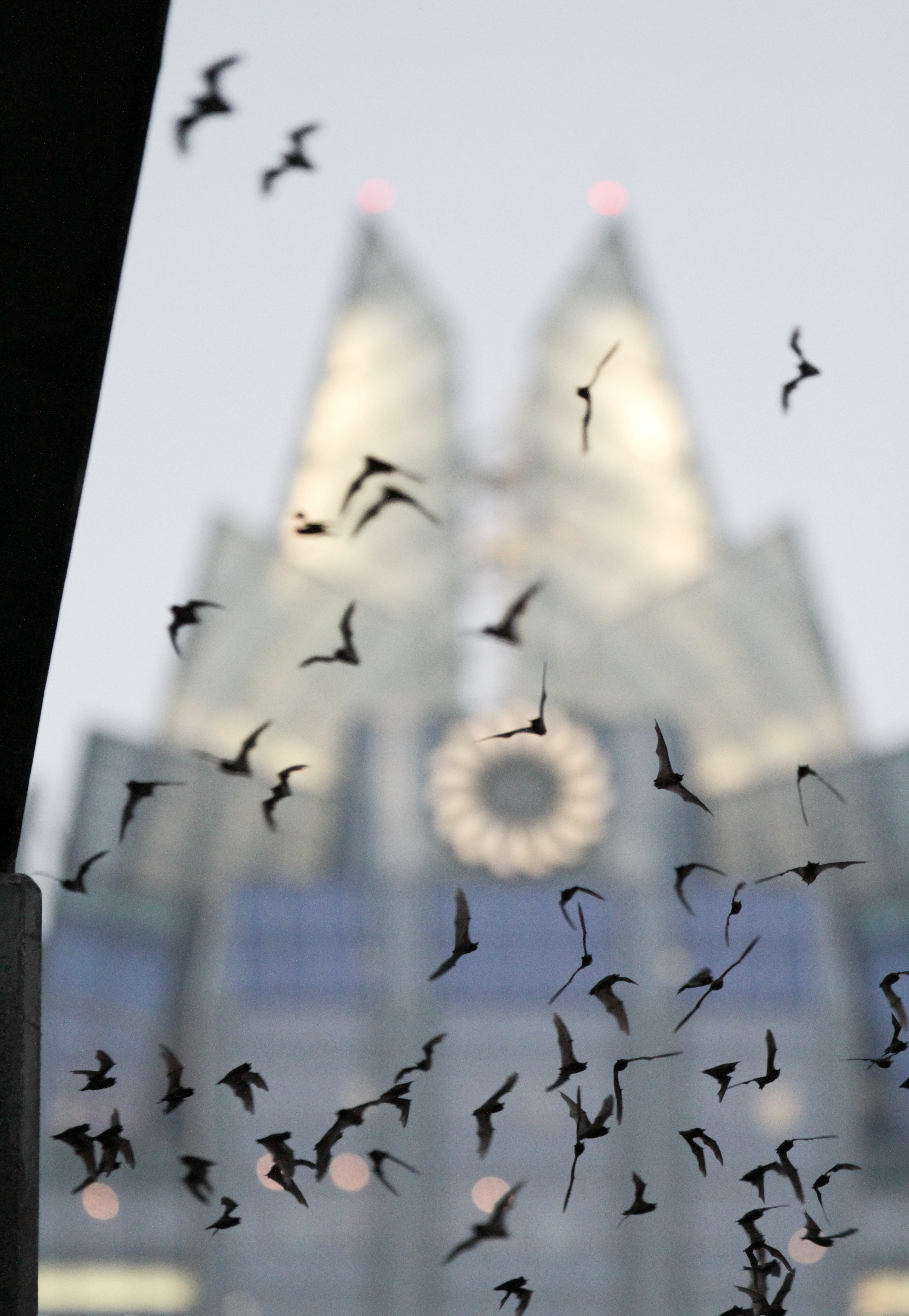